# Samarkandský vilájet
Samarkandský vilájet je jeden z vilájetů (regionů) Uzbekistánu. Leží v povodí řeky Zeravšan a sousedí s Navojským vilájetem, Džizzackým vilájetem, Kaškadarjinským vilájetem a také s Tádžikistánem. Vznikl v roce 1938 a se svými 4 031 324 obyvateli byl v roce 2022 nejlidnatějším regionem v zemi. Hlavním městem regionu je Samarkand. Region se dále dělí na čtrnáct jednotlivých okresů a leží zde celkem 11 měst. Po Taškentském vilájetu a městě Taškent je vilájet druhou nejvýznamnější oblastí v zemi v oblastech ekonomiky, kultury i vědy.
Významným zdrojem obživy v regionu je zemědělská produkce, ačkoliv v regionu převládá kontinentální podnebí. Pěstují se zde typicky bavlna, hedvábí nebo vinná réva. V regionu se nachází celá řada různých surovin, které se zde těží, jmenovitě například mramor, žula, vápenec, křída nebo různé uhličitany. Druhým nejvýznamnějším sídlem v regionu po městě Samarkand je město Kattakurgan.